# The Don Killuminati: The 7 Day Theory
The Don Killuminati: The 7 Day Theory је последњи албум који је Тупак снимио пре своје смрти, и први који је објављен постхумно.
Тупак је имао апсолутни утицај на стварање овог албума, од његовог назива до дизајна омота, који је изабрао као симбол свог распећа у медијима чему су допринели многобројни новинари. Иако се годинама веровало да је албум у потпуности завршен за само седам дана, током августа 1996. године, а да су стихови написани и снимљени за само три дана у Студију Can-Am, у Тарзани, Лос Анђелес, док је миксовање трајало још додатна четири дана, најновије информације указују да су песме ипак снимљене током седмог и осмог месеца 1996. године. У том периоду довршено је око 20 песама од којих је 12 објављено на албуму. Ове песме су међу последњима које је Тупак снимио пре рањавања 7. септембра 1996. године.
Иако је The Don Killuminati: The 7 Day Theory објављен почетком новембра 1996, скоро два месеца након његове смрти, није реч о правом постхумном албуму, као што су остали, касније издати Тупакови албуми, јер је овај албум довршен пре његове смрти. Многи критичари и фанови сматрају овај албум класиком. Велики део хип-хоп заједнице, укључујући и неке репере, диве се емоцијама и бесу исказаним на овом албуму.
Албум је дебитовао на првом месту Билбордове Топ 200 листе, а за првих недељу дана је продато 663.000 примерака, захваљујући чему је Тупак постао први репер који је у једној години имао два албума на првом месту топ-листе. Од 1998. године албум је продат у преко 7 милиона примерака у Америци, и преко 28 милиона у целом свету.
Изворно Тупак није намеравао да се на албуму нађу песме Toss It Up, Life Of An Outlaw и Just Like Daddy. Уместо њих на албуму је требало да буду песме Friendz (објављена на компилацији Death Row Records: Too Gangsta 4 Radio), Lost Souls (објављена на саундтраку за филм Gang Related) и Watch Ya Mouth (још увек необјављена). Ово потврђује и комад папира из свеске исписан Тупаковом руком на којем се налази оригинални списак песама. Поред ових песама, за албум су снимљене и следеће песме: When Thugz Cry, Niggaz Nature, Killuminati, Black Jesus, Let Em Have It, (све објављене као ремикси на постхумним албумима), као и Outro.

## Теорије о завери
Како је пролазило време, овај албум је све више доприносио теоријама да је Тупак заиста жив.
У уводној песми "Intro/Bomb First (My Second Reply)", може се чути Тупак како изговара, скоро неразговетно, "Shoulda shot me" (Требало је да ме убијеш), што су бројни аудио тестови, као и неки чланови групе The Outlawz и потврдили. Међутим, много година се сматрало да Тупак у ствари каже "Suge shot me" (Шуг ме је убио) при чему је наводно мислио на Шуг Најта, власника издавачке куће Death Row Records.
Такође, на почетку песме "Hold Ya Head", може се чути глас који шапуће "Can you see him? I see him." (Можеш ли га видети? Ја га видим.) након чега се чује како Тупак каже "I'm alive" (Жив сам).

## Списак песама
1. – 4:57
2. – 5:09
3. – 5:06
4. – 4:33
5. – 4:38
6. – 4:54
7. – 5:07
8. – 5:15
9. – 5:38
10. – 5:08
11. – 3:58
12. – 4:26